# Airspeed Cambridge
Airspeed AS.45 Cambridge là một loại máy bay huấn luyện nâng cao của Anh trong Chiến tranh thế giới II, do hãng Airspeed Limited chế tạo.

## Tính năng kỹ chiến thuật (AS.45)
Dữ liệu lấy từ The Hamlyn Concise Guide to British Aircraft of World War II
Đặc điểm tổng quát
- Kíp lái: 2
- Chiều dài: 36 ft 1 in (11 m)
- Sải cánh: 42 ft (12,80 m)
- Chiều cao: 11 ft 6 in (3,51m)
- Diện tích cánh: 290ft² (26,94m²)
- Trọng lượng rỗng: lb (kg)
- Trọng lượng có tải: lb (kg)
- Trọng tải có ích: lb (kg)
- Trọng lượng cất cánh tối đa: lb (kg)
- Động cơ: 1 × Bristol Mercury VIII, 730hp (544kW)

 Hiệu suất bay 
- Vận tốc cực đại: 237mph (381km/h)
- Tầm bay: 680mi (1.094km)
- Trần bay: 24.800ft (7.560m)
- Vận tốc lên cao: ft/phút (m/s)
- Tải trên cánh: lb/ft² (kg/m²)
- Công suất/trọng lượng: hp/lb (W/kg)